# Cueta cridai
Cueta cridai är en insektsart som beskrevs av Navás 1915. Cueta cridai ingår i släktet Cueta och familjen myrlejonsländor. Inga underarter finns listade i Catalogue of Life.